# Wasiljewka (rejon ust-kałmański)
Wasiljewka (ros. Васильевка) – osiedle w Rosji, w Kraju Ałtajskim, w rejonie ust-kałmańskim. W 2021 liczyło 50 mieszkańców.